# Stoven

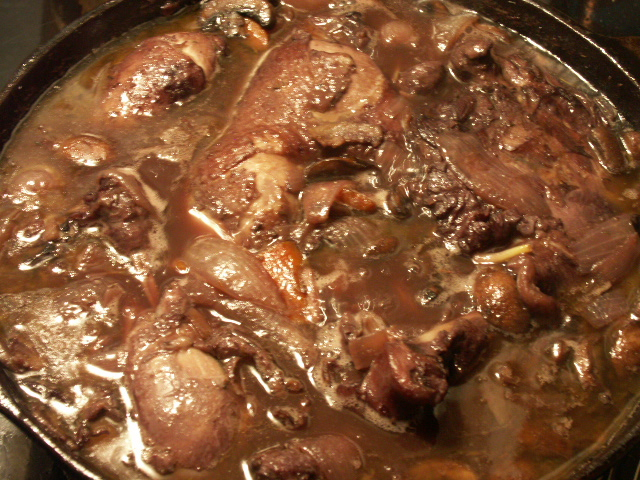
Coq au vin is een typisch stoofgerecht

Stoven is een kooktechniek waarbij producten lange tijd op relatief lage temperatuur, zo'n 90 graden, worden gaar gemaakt in vocht, bijvoorbeeld water, wijn, bouillon of vruchtensap.
Vaak wordt deze techniek gebruikt voor ingrediënten die ongeschikt zijn voor andere bereidingswijzen. Voor het stoven wordt een stoofpot gebruikt waarbij het deksel op de pan blijft zitten. De techniek is bijvoorbeeld geschikt voor harde en vezelrijke groenten, bijvoorbeeld venkel, de wat taaiere en vaak goedkopere vleessoorten, en de stevigere vissoorten. Deze techniek wordt ook gebruikt voor de bereiding van stoofperen.